# Santiago Rompani
Santiago I. Rompani (* 1910; † 23. März 1999) war ein uruguayischer Politiker.

## Leben
Zwischen 1950 und 1951 übernahm er zunächst die Leitung des Arbeits- und Industrieministeriums. Später war Dr. Rompani, der der Partido Colorado angehörte, dann vom 2. März 1955 bis zum 16. Mai 1956 Außenminister von Uruguay.
Seine Tochter Graciela Rompani war die letzte Ehefrau des ehemaligen Präsidenten Jorge Pacheco Areco.